# Aéroport de Brunette Downs
Pour les articles homonymes, voir BTD.
L’aérodrome de Brunette Downs (code IATA : BTD • code OACI : YBRU) est une base civile et militaire australienne située dans le territoire du Nord en Australie.